# Modèle PREM

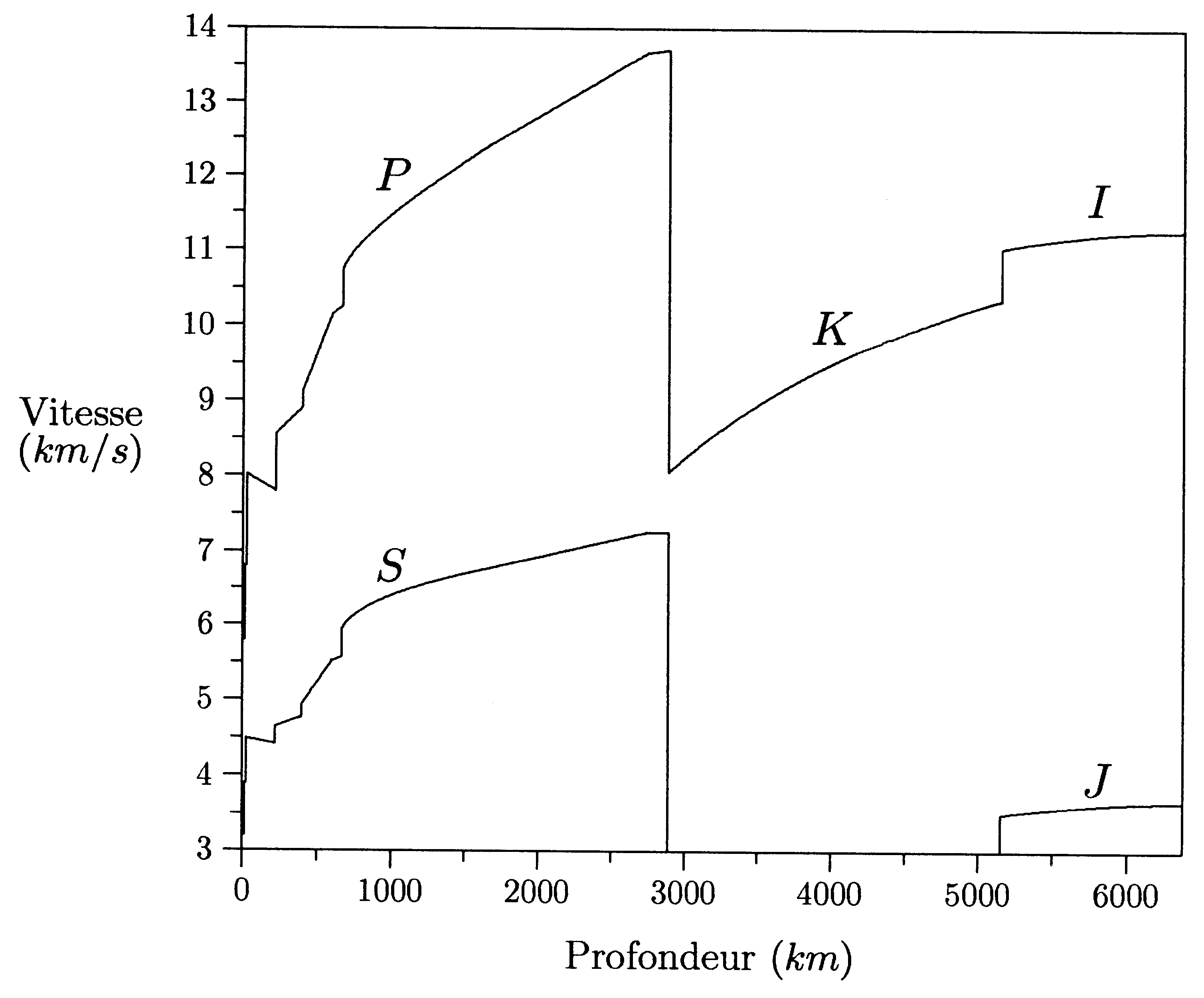
Vitesses des ondes P et S en fonction de la profondeur telles que définies par le modèle PREM 1.

PREM (Preliminary Reference Earth Model) est un modèle sismique radial de vitesse de propagation des ondes S et P depuis la surface jusqu'au centre de la Terre publié pour la première fois par Dziewonski et Anderson en 1981. Les sauts brusques de vitesse sur le trajet d’une onde sismique sont interprétés comme des discontinuités limitant des enveloppes concentriques de la Terre. L'analyse sismologique permet d'élaborer un des modèles les plus connus de structure radiale de la terre dans lequel les variations de densité, de pression, et de vitesses sismiques sont représentées en fonction du rayon terrestre. Cependant, ce modèle ne permet pas de déterminer si les chutes de vitesse sont dues à une élévation locale de température ou à une hétérogénéité chimique, qui peuvent toutes les deux induire localement une zone de moindre rigidité ralentissant les ondes.
De l'extérieur vers l'intérieur, les géophysiciens recensent ainsi dans le cadre du modèle PREM à symétrie sphérique, la croûte terrestre, le manteau, le noyau externe et le noyau interne. Dans le manteau supérieur, une LVZ (Low Velocity Zone : zone de faible vitesse) permet de définir l'asthénosphère et la lithosphère. De plus, la tomographie sismique montre une réalité plus complexe avec l'existence d'hétérogénéités latérales liées aux plaques tectoniques en subduction, aux courants de convections et aux différences de température qu'ils engendrent.
En 1991, un autre modèle de référence, l'IASP 91 (International Association of Seismology and Physics of the Earth’s Interior) est proposé.